# Erik Satie
Éric Alfred Leslie Satie, detto Erik (IPA: [eˈʁik saˈti]; Honfleur, 17 maggio 1866 – Parigi, 1º luglio 1925), è stato un compositore e pianista francese.
Personalità particolare, stravagante e scomoda, Satie è stato un protagonista della musica e dell'ambiente artistico francese tra la fine dell'800 e l'inizio del 900. La sua attività in ambito musicale si è via via allargata includendo anche l'interesse per altri campi, dalla pittura alla letteratura al teatro e al cinema. Nella sua arte sono confluiti impressionismo, simbolismo, cubismo, dadaismo, neoclassicismo, mantenendo al tempo stesso un'individualità netta e coerente in tutte le composizioni.

## Biografia

### Giovinezza

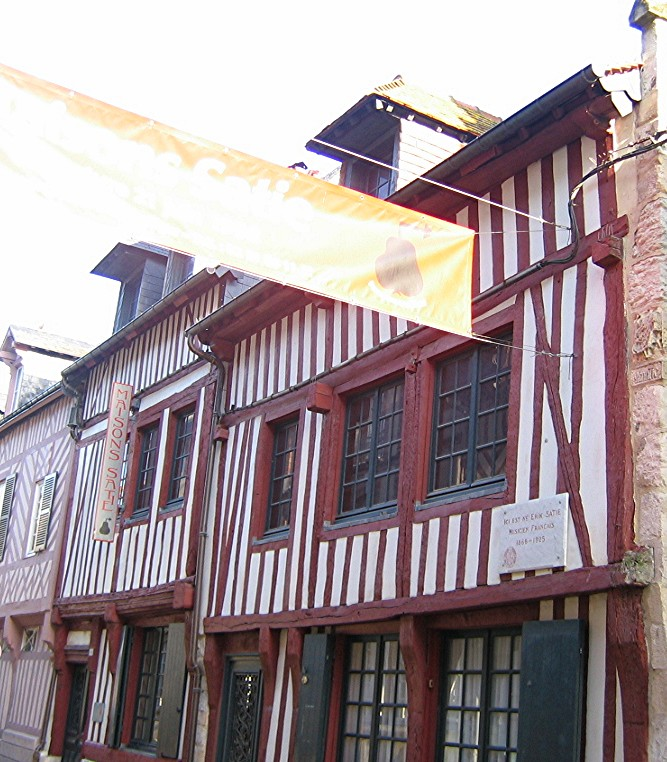
Casa della famiglia Satie, Honfleur

Erik Satie trascorse la sua infanzia tra la Normandia e Parigi. La madre, Jane Leslie Anton, era d'origine scozzese, mentre il padre, Jules Alfred Satie, era un agente marittimo normanno di religione anglicana. Quando aveva quattro anni la sua famiglia si trasferì da Honfleur a Parigi, dove il padre aveva ottenuto un posto come traduttore. Alla morte della madre, nel 1872, la sorella rimase con il padre, mentre Erik e il fratello minore tornarono dai nonni paterni a Honfleur. Sua figura di riferimento in questi anni fu lo zio paterno Adrien, personaggio particolare e miscredente, che amava portare il nipote a spettacoli del circo e teatrali. In questo periodo Satie abbracciò la religione cattolica e seguì le sue prime lezioni di musica da un organista locale. Alla morte della nonna, nel 1878, i due ragazzi ritornarono a Parigi dal padre, che nel frattempo si era risposato con un'insegnante di pianoforte più vecchia di lui di dieci anni; notevole pianista, fu lei a insegnare a Erik, allora dodicenne, le basi dello strumento, ma il ragazzo detestava il tipo di educazione che la matrigna voleva impartirgli e il risultato fu che prese presto in odio sia la musica sia lo studio.
Tuttavia nel 1879 Satie entrò al conservatorio di Parigi che egli definì "un grande edificio quanto mai disagevole oltre che sgradito a vedersi, una specie di prigione senza alcuna attrattiva sia all'interno che fuori".  Dopo i primi due anni di corso i suoi professori lo giudicarono privo di talento e lo bocciarono. Il giovane Erik continuò per conto proprio a studiare, in particolare autori come Schumann e Chopin, e si interessò anche di letteratura. Fu riammesso ai corsi alla fine del 1885, ma senza che migliorasse la valutazione su di lui, benché nel frattempo egli avesse composto la sua prima opera per pianoforte conosciuta, l'Allegro (1884). Diciannovenne deluso, Satie si arruolò allora in un reggimento di fanteria. Capì in fretta, però, che neanche l'esercito faceva per lui, e alcune settimane più tardi si espose volontariamente al freddo della notte invernale, procurandosi una congestione polmonare che gli consentì di essere riformato.
Satie andava allora affermando la propria particolare personalità: intelligente, ma bizzarro, persona accattivante, ma spesso scomoda, riusciva, volendo, a essere anche molto fastidioso; sempre lucido e diretto, le sue battute erano micidiali, ma anche sincere e veritiere.

### Carriera
Nel 1886 compose le quattro Ogives per pianoforte nella cui partitura non compare alcun segno di misura; Satie utilizzerà questa caratteristica in molte altre composizioni, sviluppando anche molto in fretta un proprio stile di annotazioni sulla maniera di interpretare le sue opere. L'anno seguente lasciò la casa paterna per trasferirsi nel IX arrondissement.
Risale a questo periodo l'inizio di una lunga amicizia con diversi poeti, come Stéphane Mallarmé, Paul Verlaine e il poeta Patrice Contamine de Latour, con il quale collaborerà in seguito per il balletto Uspud. Intanto faceva pubblicare le sue prime opere da suo padre e nel 1888 componeva le tre Gymnopédies. Le sue composizioni però non gli davano di che vivere e accettò un impiego come secondo pianista presso Le Chat noir; non vi restò molto, infatti litigò con Rodolphe Salis, proprietario del cabaret, e, sempre come pianista, trovò lavoro in un altro locale, l'Auberge du Clou; qui incontrò per la prima volta nel 1889 Claude Debussy con cui rimarrà amico pressoché per tutta la vita, nonostante si scontrassero a volte per motivi di divergenza artistica.

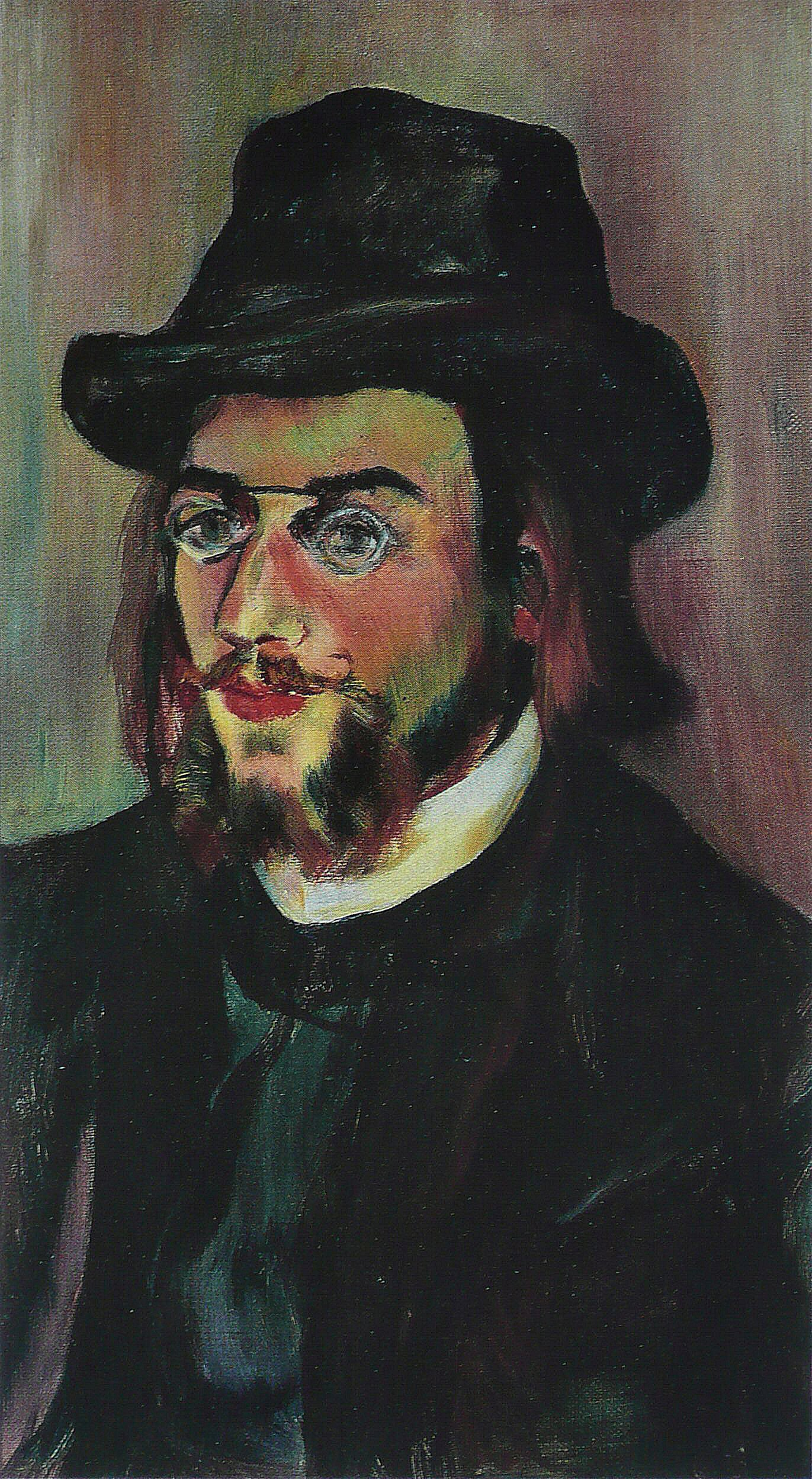
Satie ritratto da Suzanne Valadon

Nel 1890 Satie traslocò al numero 6 di via Cortot, sempre a Montmartre. L'anno seguente, con Debussy, aderì all'Ordine della Rosa Croce estetica, fondato da Joséphin Péladan. In qualità di maestro di cappella dell'ordine, Satie compose diversi pezzi tra cui la Sonneries de la Rose-Croix e Le fils des étoiles. Nello slancio mistico di allora, egli creò la sua chiesa, l'Église métropolitaine d'art de Jésus-Conducteur, di cui divenne il tesoriere, il gran sacerdote, ma soprattutto il solo fedele; in questa veste pubblicava un bollettino, intitolato Cartulaire de l'Église Métropolitaine d'Art de Jésus Conducteur, da dove lanciava anatemi contro i critici e i «malfattori che speculano sulla corruzione umana». L'ultimo numero del cartulaire uscì nel giugno 1895. L'anno successivo si concludeva l'attività della Chiesa, e con essa il "periodo mistico" di Satie.
Nel 1893, nonostante fosse sempre stato misogino, iniziò una seria relazione con la pittrice Suzanne Valadon, madre del pittore Utrillo, conosciuta all'Auberge du Clou. La relazione non durò a lungo e nel 1898 Satie abbandonò l'abitazione di Montmarte e si trasferì nel sud di Parigi, nel sobborgo di Arcueil, in rue de Cauchy, in una zona desolata e malsana, piena di zanzare, dove rimarrà fino alla morte. Continuò comunque, la sera e la notte, a frequentare i locali di Montmarte dove, per vivere, accompagnava al pianoforte i cantanti; scrisse anche delle canzoni per una celebre chanteuse dell'epoca, Paulette Darty.
Nel 1899 Satie scrisse tre brani per pianoforte destinati a diventare musiche di scena per accompagnare una pantomima intitolata Jack in the Box; il soggetto gli venne fornito da un amico illustratore, Jules Depaquit, che abitava nel quartiere di Montmartre. Il manoscritto, che Satie credette sempre di aver perduto in un autobus, venne ritrovato soltanto dopo la sua morte, dietro il suo pianoforte; Darius Milhaud, uno dei rari amici col quale Satie non litigò mai, riuscì a recuperarlo e lo orchestrò nel 1926.
Il periodo più fecondo di Satie fu quello modernista, che inizia nel 1905 quando il compositore conosce il poeta Jean Cocteau con cui, insieme a Picasso, comporrà, scriverà e realizzerà nel 1917 il balletto d'ispirazione cubista Parade che sarà considerato una delle tappe fondamentali nella nascita del surrealismo e la prima vera collaborazione fra le arti visive e la danza in Francia. In seguito Satie e Cocteau diventarono fra gli animatori principali del Gruppo dei Sei; il musicista volle a questo proposito mettere in evidenza gli aspetti e le varie sfaccettature del gruppo in uno scritto del 1921, Conférence sur les "Six", che doveva essere di presentazione per un concerto. Le composizioni di questo periodo sono definite da Satie stesso "musique de tapisserie" ("musica da tappezzeria") e rappresentano una satira molto forte contro l'accademismo e la musica dotta (si ricorda che Satie era un noto pianista di cabaret) che culmina anche nei balletti, alcuni dei quali ebbero strascichi in tribunale dopo la prima. La scrittura musicale di Satie era del tutto originale: in Parade, ad esempio, Satie usa suoni molto innovativi come sirene, macchine da scrivere e altri effetti sonori non tradizionalmente musicali; scrive brani difficilmente inquadrabili nei generi conosciuti come le celebri tre Gymnopédies e sette Gnossiennes; sperimenta nuove forme del suono e inventa di fatto la tecnica del piano preparato inserendo per la prima volta degli oggetti nella cassa armonica dello strumento nell'opera Le Piège de Méduse; compone inoltre anche il brano più lungo della storia, Vexations, composto da trentacinque battute ripetute 840 volte per una durata totale di circa venti ore. Nel 1920 scrisse La belle excentrique una suite di danze per piccola orchestra che nel titolo si riferisce alla bella "eccentrica", la ballerina Caryathis, immortalata in un poster di Léon Bakst. Nel 1924 dalla collaborazione con Francis Picabia e il coreografo Jean Börlin nasce il balletto "istantaneista" Relâche.

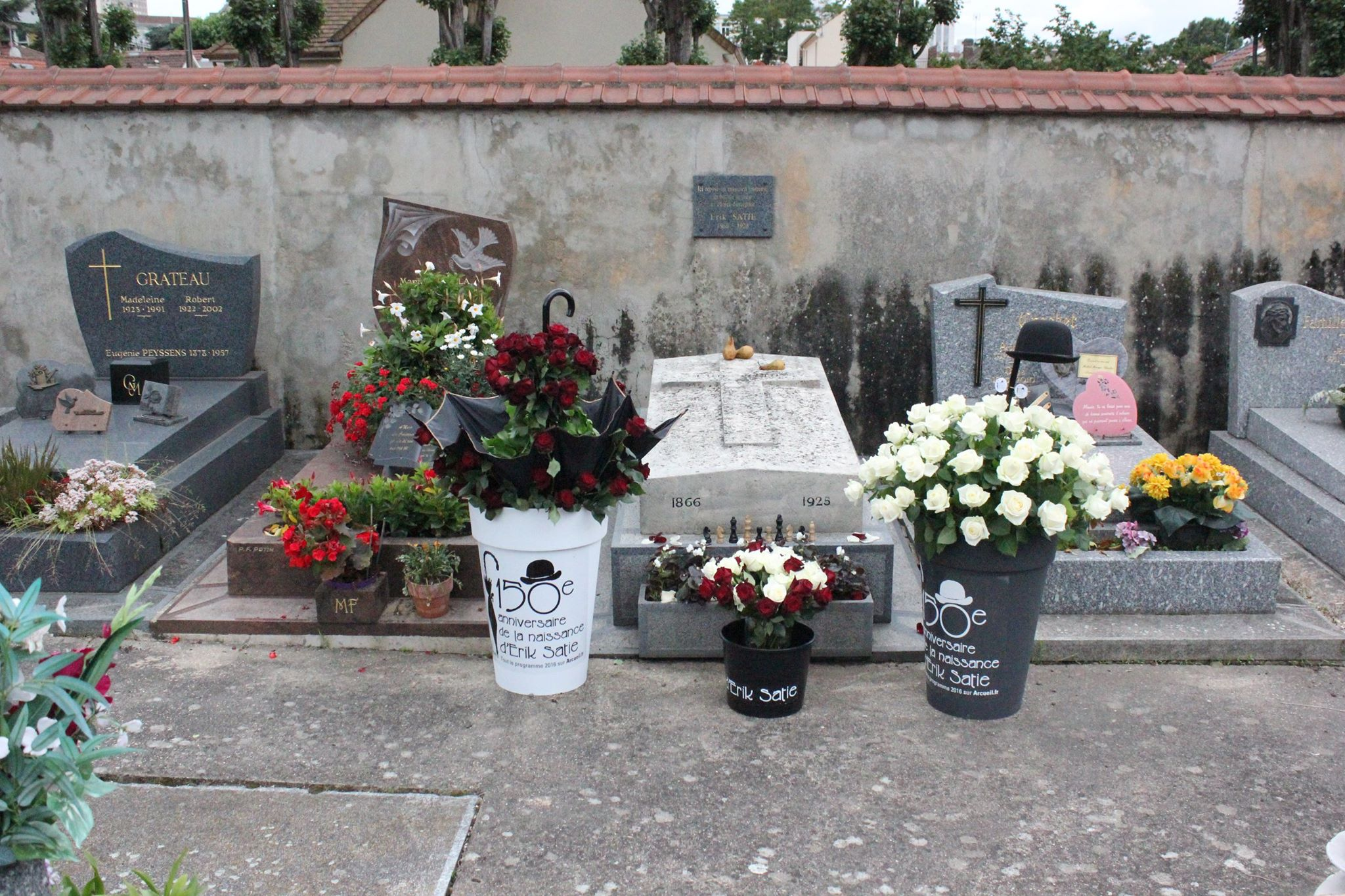
Tomba di Erik Satie nel cimitero di Arcueil

All'inizio del 1925 Satie cadde gravemente ammalato a causa di una cirrosi epatica dovuta ad anni di abuso di alcolici, in particolare di assenzio. Venne ricoverato all'ospedale Saint-Joseph di Parigi e lì morì a 59 anni il 1º luglio 1925. Al suo funerale parteciparono pochissime persone, tra cui il pittore Jean Pierné. Fu sepolto nel cimitero di Arcueil, alla periferia di Parigi.

## La stravaganza di Satie
(Max Jacob)

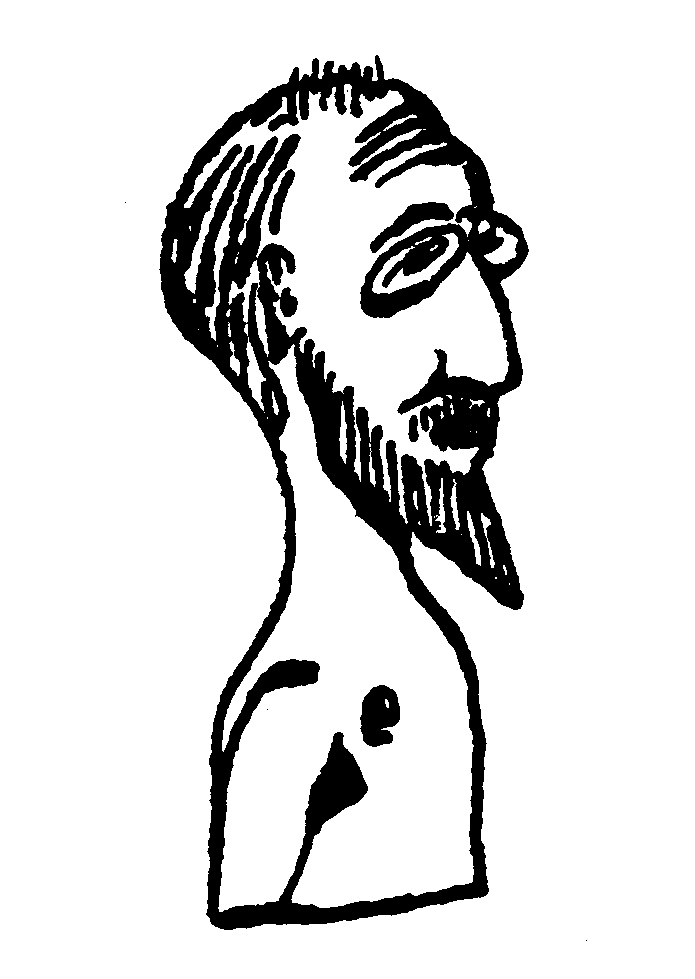
Autoritratto del 1924, per la rivista L'Ésprit Musical

Satie fu in vita un personaggio dalle pose originali e dai comportamenti bizzarri, spesso sottolineati dai cronisti del tempo. Visse in un appartamento chiamato da lui "l'Armadio", composto da due stanze, di cui solo una utilizzata pienamente, mentre l'altra era chiusa a chiave; il contenuto di questa venne scoperto solo alla morte dell'artista: conteneva una collezione di ombrelli di vari generi a cui lui teneva così tanto che non li usava; amava passeggiare sotto la pioggia e proteggeva l'ombrello sotto la giacca pur di non sciuparlo. Satie era inoltre fissato con l'abbigliamento, in particolar modo per i completi in velluto: ne possedeva tantissimi (tutti uguali). Quando suonava il pianoforte nei cabaret di Montmartre portava sempre un cappello a cilindro e un'estrosa cravatta Lavallière, facendosi così notare per l'eccentricità, tanto che fu definito dallo scrittore Alphonse Allais "Esoterik Satie".
Una delle numerose idee fisse di Erik Satie era il numero tre, un'ossessione mistica; forse una reliquia del simbolismo trinitario associato all'Ordine cabalistico dei Rosacroce, del quale Satie aveva fatto parte in gioventù. Molte delle sue composizioni sono raggruppate in cicli di tre, e tra queste le Trois Gymnopédies del 1888.
Un giorno Satie, seduto ad un caffè, disse al suo amico Fernand Léger:

## Opere scelte

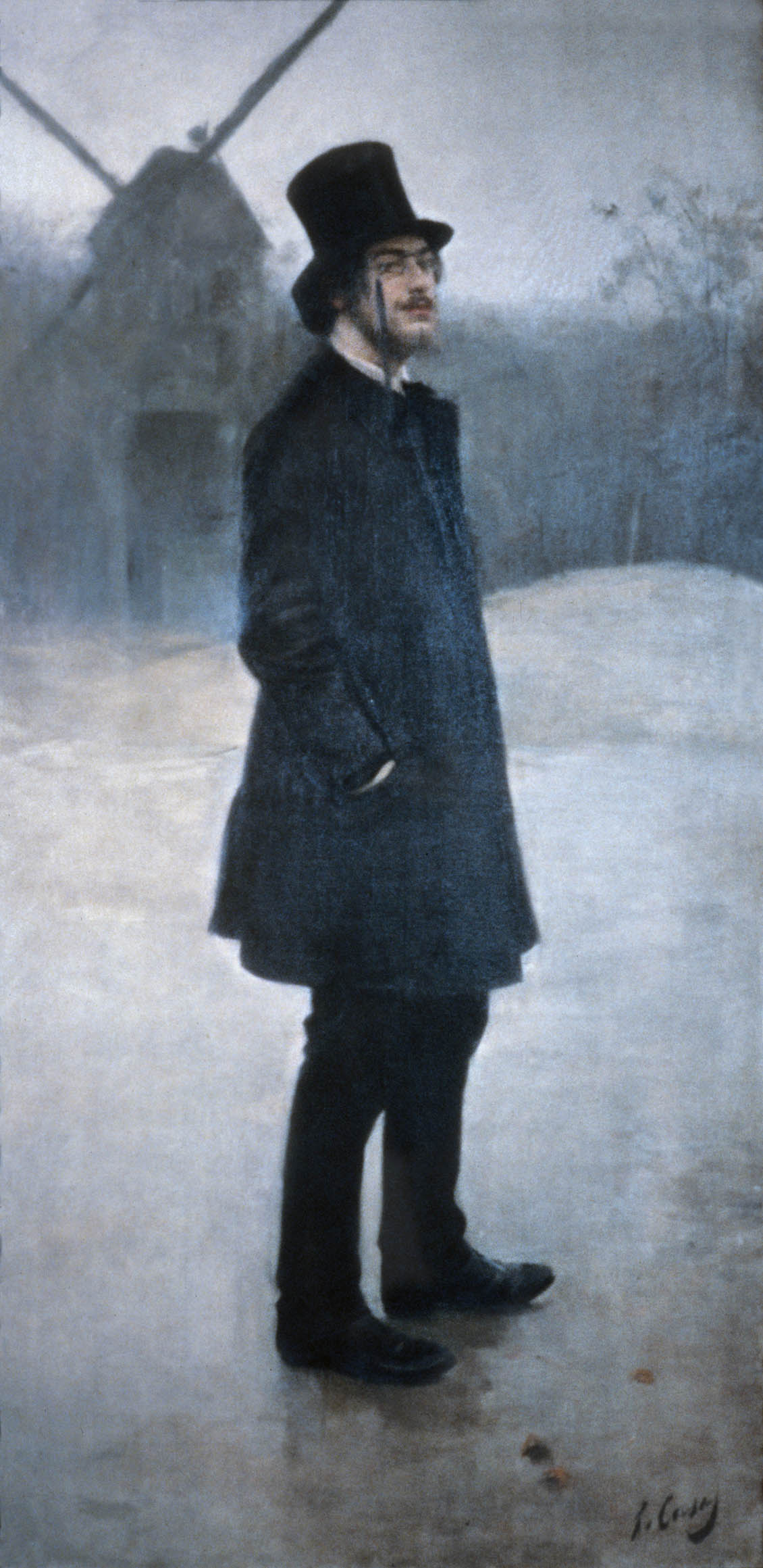
Erik Satie (Il bohémien) Ramon Casas (1891)

### Composizioni per pianoforte
- Ogives I, II, III, IV (1886)
- Sarabandes I, II e III (1887)
- Gymnopédies I, II e III[9]
- Gnossiennes I, II, III, IV, V, VI (1890)
- Danses gothiques (1893)
- Vexations (1893)
- Pièces froides - trois airs à fuir (1897)
- Prélude de la porte héroïque du ciel (1897)
- Pièces froides - trois danses de travers (1897)
- Jack in the Box (1899).[10]
- Trois morceaux en forme de poire (1903) per pianoforte a quattro mani
- Prélude en tapisserie (1906)
- Nouvelles pièces froides (1907)
- Aperçus désagréables (1908-1912) (quattro mani)
- Deux rêveries nocturnes (1912)
- 4 Préludes flasques (pour un chien) (1912)
- Embryons desséchés (1913)
- Vieux Sequins et Vieilles Cuirasses (1913)
- Le Piege de Meduse (1913)
- Avant-dernières pensées (1915)
- Sonatine bureaucratique (1917)
- Nocturnes I, II, III, IV, V (1919)
- La Belle excentrique (1920) per pianoforte a quattro mani

### Mélodies per voce e pianoforte
- Ludions poema di Léon-Paul Fargue, composto da 5 parti:
  - 1 Air du rat
  - 2 Spleen
  - 3 La Grenouille américaine
  - 4 Air du poète
  - 5 Chanson du chat
- La statue de bronze, testo Léon-Paul Fargue
- Je te veux, valzer cantato, (1902)
- Trois poèmes d'amour, testo di Erik Satie
- La Diva de "L'Empire", canzone da cabaret, (1904)
- L'Omnibus automobile, testo di Vincent Hyspa, (1905)
- Marienbad, (1907)
- La chemise, canzone di cabaret, (1909)
- Tendrement, valzer cantato, testo di Vincent Hyspa
- Quatre petites mélodies
- Trois autres mélodies
- Daphénéo, (1916)
- Hymne pour la "salut au drapeau" du "Prince de Byzance"
- Trois mélodies sans paroles
- Le Chapelier, testo di René Chalupt
- Chez le Docteur, testo di Vincent Hyspa
- Alons-y chochotte, testo di D. Durante
- Le roi de la grande île, (1923)

### Musica di scena
- Parade (1917) Balletto realista
- La belle excentrique (1920) Suite di danze per piccola orchestra
- Relâche (1924) Balletto con coreografia di Jean Börlin
- Mercure (1924) Balletto con coreografia di Léonide Massine
- Jack in the Box, balletto (1926)

### Altre composizioni
- Messe des pauvres (1895) per coro e organo
- Socrate (1918) Dramma Sinfonico per voci e piccola orchestra

## Satie nel cinema e nei libri
- Erik Satie appare personalmente in alcune scene del film Entr'acte, diretto nel 1924 da René Clair e che fa parte, come intermezzo, del balletto Relâche dello stesso Satie. Nel film Moulin Rouge! (2001) di Baz Luhrmann il suo personaggio è interpretato da Matthew Whittet.
- Lo spirito arguto di Satie appare con una battuta del suo personaggio nel film Il petomane, diretto nel 1983 da Pasquale Festa Campanile, quando proferisce le parole non posso certo dire qual buon vento.
- La colonna sonora del film Storia immortale (1968) di Orson Welles comprende alcune brani di Satie eseguiti da Aldo Ciccolini e Jean-Joel Barbier (Gymnopédie n. 1; Gnossienne n. 1 e n. 3; uno dei Trois morceaux en forme de poire).
- La Gnossienne n. 1 è presente nei film Fuoco fatuo (1963) di Louis Malle, Chocolat (2000) di Lasse Hallström, Il velo dipinto (2006) di John Curran, Hugo Cabret (2011) di Martin Scorsese.
- Nel romanzo Coordinate d'oriente di Alessandro Perissinotto, la protagonista suona al pianoforte la Sonatine bureaucratique.
- Nella colonna sonora di Chiamami col tuo nome (2017) di Luca Guadagnino viene eseguita la Sonatine Bureaucratique.
- Le Gymnopédies e le Gnossiennes fanno parte della colonna sonora del film Un'altra donna (1988) di Woody Allen.
- La “Gymnopèdies n.1” e la "Gnossiennes n.1" appaiono nella miniserie televisiva La regina degli scacchi (2020).
- Una versione riarrangiata di Gnossiennes n.1 fa da colonna sonora al film Violent Cop (1989) di Takeshi Kitano.
- Nel film Al lupo al lupo (1992) di Carlo Verdone, l'attore Sergio Rubini suona al pianoforte la Gymnopèdies n.1.
- L'ultima colonna sonora nel film Parigi a piedi nudi (2016) è la Gymnopédie n.1